# Henry Oldenburg
Henry Oldenburg (Brema, 1618 – Charlton, 5 settembre 1677) è stato un letterato e ambasciatore tedesco.
Professore di teologia di notevole cultura, fu incaricato dal parlamento di Brema di andare ambasciatore (1653) presso Oliver Cromwell a Londra, dove si stabilì. Fu attivissimo Segretario della Royal Society di Londra dal 1662 al 1677, anno della sua morte. Ebbe una stabile e importante amicizia con Baruch Spinoza (1632-1677).
Fu anche in corrispondenza con i massimi ingegni europei come Joachim d'Alencé. Nel 1665 fondò il primo periodico scientifico europeo, le Philosophical Transactions, che divenne presto uno straordinario strumento di diffusione delle nuove idee scientifiche. Fu amico e mecenate di John Milton.